# Harry Balkow-Gölitzer
Harry Balkow-Gölitzer (* 11. März 1949 in Weilar; † 20. Februar 2018 in Berlin) war ein deutscher Journalist, Buchautor, Rundfunkmoderator und Liedtexter. Bekannt wurde er in den 1970er und 1980er Jahren als Moderator der Sendungen Tip-Disko und Beatkiste auf dem Sender Stimme der DDR. Nach 2005 veröffentlichte er mehrere Bücher, vor allem eine Reihe über Prominente aus verschiedenen Ortsteilen Berlins.

## Leben
Harry Gölitzer, gebürtig aus der Rhön in Thüringen, zog nach Beendigung seiner Schulzeit und seiner Ausbildung zum Schriftsetzer und Maschinensetzer in Meiningen sowie der Ableistung seiner Pflichtzeit bei der NVA in Neustrelitz 1970 nach Berlin-Niederschönhausen. Hier heiratete er später die Tochter des 1973 verstorbenen Julius Balkow, nahm deren Namen mit an und behielt den Doppelnamen trotz Scheidung 1992. Aus dieser Ehe hat Balkow-Gölitzer einen Sohn.
Durch seine Mutter, die bei der Künstleragentur der DDR tätig war, war Balkow-Gölitzer schnell mit der Musikszene der DDR verwurzelt. Zusammen mit Jürgen Rummel war Balkow-Gölitzer einer der ersten hauptberuflichen „Schallplattenunterhalter“ in der DDR. 1972 übernahm er die Redaktion der Jugendsendung Beatkiste auf dem Sender Stimme der DDR.
Von 1976 an moderierte er die neu gestartete Sendung Tip-Disko auf dem gleichen Sender, bis er 1980 die Moderation der Beatkiste übernahm. Des Weiteren war er auch als Texter für verschiedene Rockbands tätig, teilweise auch unter den Pseudonymen Gert (oder Gerd) Pfeil und Tom Herbst. Unter anderem schrieb er den Text zum Stück Traudl von City, welches in der Bundesrepublik als B-Seite zum Erfolgshit Am Fenster veröffentlicht wurde und in Ungarn Gold-Status erreichte, sowie Texte für die Gruppen Metropol, Dialog, Pankow, Setzei und Keks. Balkow-Gölitzer war Texter des ersten Rock-Poems in der DDR und war bis 1984 beim Festival Rock für den Frieden im Palast der Republik als Co-Moderator auf der Bühne.
1984 stellte Balkow-Gölitzer für sich und seine Familie einen Antrag auf Entlassung aus der Staatsbürgerschaft der DDR (Ausreiseantrag). Dies hatte ein sofortiges Berufsverbot zur Folge. Bis zur Genehmigung des Antrages 1988 arbeitete Balkow-Gölitzer hauptsächlich ehrenamtlich für die evangelische Kirchengemeinde Berlin-Niederschönhausen. Im März 1988 siedelte er nach West-Berlin über. Hier war er zunächst freier Journalist und Korrespondent und unter anderem für den Sender Freies Berlin / RIAS tätig. 1989 schloss er sich der Euro-Radio Saar GmbH an und war am 31. Dezember des gleichen Jahres Teil der ersten Besetzung, im ersten privaten Radiosender des Saarlandes, Radio Salü. in Saarbrücken, aus der Taufe hob. 1991 kehrte er wieder dauerhaft nach Berlin zurück und arbeitete in den folgenden Jahren bis 1996 bei Antenne Brandenburg. Hier wurde unter seiner Federführung unter anderem die Sendung Die Deutsche Schlagerhitparade mit mehr als 200 Sendungen zum zwischenzeitlich erfolgreichsten Format des Senders.
Nach seiner Radiozeit war Balkow-Gölitzer für diverse Agenturen und Kommunikationsunternehmen tätig. Während seines Engagements bei der Projektagentur der Domäne Dahlem entwickelte er die Buchidee zu seinem ersten Werk. In der Folgezeit veröffentlichte er im be.bra Verlag eine Reihe über prominente Bewohner verschiedener Berliner Ortsteile. Sein letztes Werk "Mein Leben in drei Deutschland" blieb jedoch unvollendet. Im Februar 2018 verstarb er nach langer Krankheit im Alter von 68 Jahren in Berlin-Lichterfelde.

## Werke
- mit Jörg Riedel, Rüdiger Reitmeier und Bettina Biedermann: Eine noble Adresse. Prominente in Berlin-Dahlem und ihre Geschichten. be.bra, Berlin 2005, ISBN 3-8148-0136-9.
- mit Jörg Riedel, Rüdiger Reitmeier und Bettina Biedermann: Prominente in Berlin-Wannsee und ihre Geschichten. be.bra, Berlin 2006, ISBN 3-8148-0146-6.
- mit Jörg Riedel, Rüdiger Reitmeier und Bettina Biedermann: Prominente in Berlin-Grunewald und ihre Geschichten. be.bra, Berlin 2006, ISBN 3-8148-0149-0.
- mit Jörg Riedel, Rüdiger Reitmeier und Bettina Biedermann: Prominente in Berlin-Westend und ihre Geschichten. be.bra, Berlin 2007, ISBN 978-3-8148-0158-2.
- mit Jörg Riedel, Rüdiger Reitmeier und Bettina Biedermann: Prominente in Berlin-Lichterfelde und ihre Geschichten. be.bra, Berlin 2008, ISBN 978-3-8148-0164-3.
- mit Ronny Pietzner: PreußenKrimiKochbuch. Kochen wie der Alte Fritz. be.bra, Berlin 2011, ISBN 978-3-89809-522-8.
- Prominente in Berlin-Friedenau und ihre Geschichten. be.bra, Berlin 2013, ISBN 978-3-8148-0171-1.
- mit Ralph Hoppe: Prominente in Berlin-Pankow und ihre Geschichten. be.bra, Berlin 2014, ISBN 978-3-8148-0202-2.